# Auchonvillers
Auchonvillers (picardisch: Chonvilé) ist eine nordfranzösische Gemeinde mit 124 Einwohnern (Stand 1. Januar 2022) im Département Somme in der Region Hauts-de-France. Die Gemeinde gehört zum Kanton Albert und ist Teil der Communauté de communes du Pays du Coquelicot.

## Geographie
Auchonvillers liegt auf den Höhen westlich des Flüsschens Ancre. Die Départementsstraße D919 von Amiens nach Arras verläuft durch das nördliche Gemeindegebiet. Durch den Ort selbst verlaufen die Départementsstraßen D73, D163 und D174. In der Nordostecke des Gemeindegebiets liegen ein Minenkrater und zwei Soldatenfriedhöfe (ein dritter im Ort).

## Geschichte
Der Ort wurde 1186 als Teil der Grafschaft Amiens genannt. Im Ersten Weltkrieg wurde er vollständig zerstört. Die Gemeinde erhielt als Auszeichnung das Croix de guerre 1914–1918.

## Einwohner
| 1962 | 1968 | 1975 | 1982 | 1990 | 1999 | 2006 | 2010 |
| ---- | ---- | ---- | ---- | ---- | ---- | ---- | ---- |
| 152  | 157  | 152  | 128  | 112  | 147  | 132  | 129  |

## Sehenswürdigkeiten
- Die Kirche Saint-Vincent mit einer von Napoleon III. gestifteten Monstranz und einer Kreuzabnahme von Raymond Moritz.
- Das Kriegerdenkmal von Charles Gern, der in der Umgebung von Albert mehrere Kriegerdenkmäler schuf.